# Nace un amor
Nace un amor es una película de Argentina en blanco y negro dirigida por Luis Saslavsky según su propio guion escrito en colaboración con Alfredo G. Volpe con diálogos adicionales de Carlos Aden, que se estrenó el 27 de abril de 1938 y que tuvo como protagonistas a José Gola, Laurita Hernández, Roberto Fugazot y María Santos.

## Sinopsis
Algunos actores profesionales que quedaron sin trabajo a causa de opiniones de un crítico de teatro, participan en una obra que estrena dicho crítico.

## Reparto
- José Gola ...Pigmalión "Pig" González
- Laura Hernández ...Blanca Ríos
- Roberto Fugazot ...Tito
- María Santos ...Hilde
- Augusto Codecá ...Profesor Meyersson, "el loco del 42"
- Roberto Blanco
- Carlos Fioriti ... Don Pelayo
- Olimpio Bobbio
- Mario Mario
- Inés Murray
- Alberto Terrones ... Jefe de redacción del diario

## Comentarios
En la crónica de El Mundo el crítico Calki opinó sobre el filme:

"Brillante realización: ahora también nosotros hacemos comedias sofisticadas...la trama es lo de menos...Como alarde es magnífico. Pero ¡A trabajar con otras cosas, con humanidad!"

Por su parte el cronista de Crítica opinó:

"Arrasa con la realidad y la lógica...un preciosismo inspirado en von Sternberg, da clima a muchas escenas. Y un movimiento de cámara desusado subraya muchas situaciones"